# 衣笠町
衣笠町（きぬかさちょう）は、神奈川県横須賀市の地名。丁目の設定のない単独町名である。住居表示実施済区域。

## 地理
横須賀市の中央部にある衣笠地区に属し、北に小矢部、北東に森崎、東に大矢部、南東に武と山科台、南に太田和、西に平作と接している。

### 地価
住宅地の地価は、2023年（令和5年）1月1日の公示地価によれば、衣笠町9-11の地点で8万3000円/m2となっている。

## 世帯数と人口
2023年（令和5年）4月1日現在（横須賀市発表）の世帯数と人口は以下の通りである。
| 町丁   | 世帯数  | 人口    |
| ------ | ------- | ------- |
| 衣笠町 | 524世帯 | 1,025人 |

### 人口の変遷
国勢調査による人口の推移。
| 年                 | 人口  |
| ------------------ | ----- |
| 1995年（平成7年）  | 1,195 |
| 2000年（平成12年） | 1,141 |
| 2005年（平成17年） | 1,139 |
| 2010年（平成22年） | 1,107 |
| 2015年（平成27年） | 1,213 |
| 2020年（令和2年）  | 1,134 |

### 世帯数の変遷
国勢調査による世帯数の推移。
| 年                 | 世帯数 |
| ------------------ | ------ |
| 1995年（平成7年）  | 490    |
| 2000年（平成12年） | 470    |
| 2005年（平成17年） | 490    |
| 2010年（平成22年） | 458    |
| 2015年（平成27年） | 434    |
| 2020年（令和2年）  | 455    |

## 学区
市立小・中学校に通う場合、学区は以下の通りとなる（2022年3月時点）。
- 番・番地等 : 
  - 小学校 : 横須賀市立衣笠小学校
  - 中学校 : 横須賀市立大矢部中学校

## 事業所
2021年（令和3年）現在の経済センサス調査による事業所数と従業員数は以下の通りである。
| 町丁   | 事業所数 | 従業員数 |
| ------ | -------- | -------- |
| 衣笠町 | 61事業所 | 708人    |

### 事業者数の変遷
経済センサスによる事業所数の推移。
| 年                 | 事業者数 |
| ------------------ | -------- |
| 2016年（平成28年） | 62       |
| 2021年（令和3年）  | 61       |

### 従業員数の変遷
経済センサスによる従業員数の推移。
| 年                 | 従業員数 |
| ------------------ | -------- |
| 2016年（平成28年） | 767      |
| 2021年（令和3年）  | 708      |

## 交通
- 横浜横須賀道路
  - 衣笠インターチェンジ
- 神奈川県道26号横須賀三崎線

## 施設
- 衣笠城跡

## その他

### 日本郵便
- 郵便番号 : 238-0025[2]（集配局 : 横須賀郵便局[15]）。